# M2 Light Tank
De M2 Light Tank was een lichte Amerikaanse tank, gebruikt in de Tweede Wereldoorlog. Slechts een paar van dit model werden ingezet in de oorlog tegen Japan. De M2 Light Tank was een kleine versie van de M2 Medium Tank.

## Geschiedenis

### Voorgeschiedenis
Rond 1935 werden in de Verenigde Staten verschillende experimenten gedaan met lichte tanks voor de cavalerie, die pas kort daarvoor de bevoegdheid had om met tanks te opereren. Deze mochten echter geen tanks genoemd worden, maar kregen de naam Combat Cars. Uiteindelijk kwam er een goed model uit, die de naam M1 Combat Car kreeg. Deze werd voortgedreven door een 7 cilinder Continental W-670 radiaal benzinemotor. De tank beschikte niet over een kanon, maar was bewapend met een .50 inch (12,7 mm) en een .30 kaliber machinegeweer in de toren en een .30 (7,62 mm) in de romp. Het model was ook enigszins afgeleid van de Vickers 6-Ton.
In juli 1940 werd het Armored Force opgericht, dat de ontwikkeling van tanks moest gaan verbeteren. Er werd meer samengewerkt tussen de cavalerie en de infanterie. Vanaf dat moment werden de Combat Cars ook tanks genoemd. De opvolger van de M1, de M2, had voornamelijk betere rijeigenschappen als ontwikkeling. De M1 en de M2 werden hernoemd tot M1A1 en M1A2 en werden voornamelijk ingezet bij trainingen.

### De M2A4
Na de M1A2 werden er verschillende nieuwe verbeteringen gedaan, deze verbeterde tanks kregen de naam M2. Het laatste model uit deze serie, de M2A4, werd bewapend met een 37mm-kanon in de toren en vijf machinegeweren. Van dit model werden 329 exemplaren besteld, deze order werd uiteindelijk uitgebreid tot 365. Het laatste exemplaar werd in maart 1941 afgeleverd. De M2A4 werd tijdens de eerste campagnes in de Stille Oceaan ingezet, maar diende voornamelijk als trainingsvoertuig.
De M2 was vooral belangrijk voor de ontwikkeling van de M3 Lee, de M3-M5 Stuart en de M3 Grant.

## Gebruik
In december 1941 werden de M2A1, M2A2 en de M2A3 gebruikt voor de training van het Amerikaanse leger. De M2A4 werd ingezet bij de Slag om Guadalcanal en werd tot 1943 gebruikt tijdens campagnes in de Stille Oceaan.
Het Verenigd Koninkrijk bestelde 100 exemplaren van de M2A4, maar nadat er 36 exemplaren waren afgeleverd werd de order geannuleerd omdat de legerleiding de voorkeur gaf aan nieuwere M3-M5 Stuart tank.

## Varianten
- M2A1

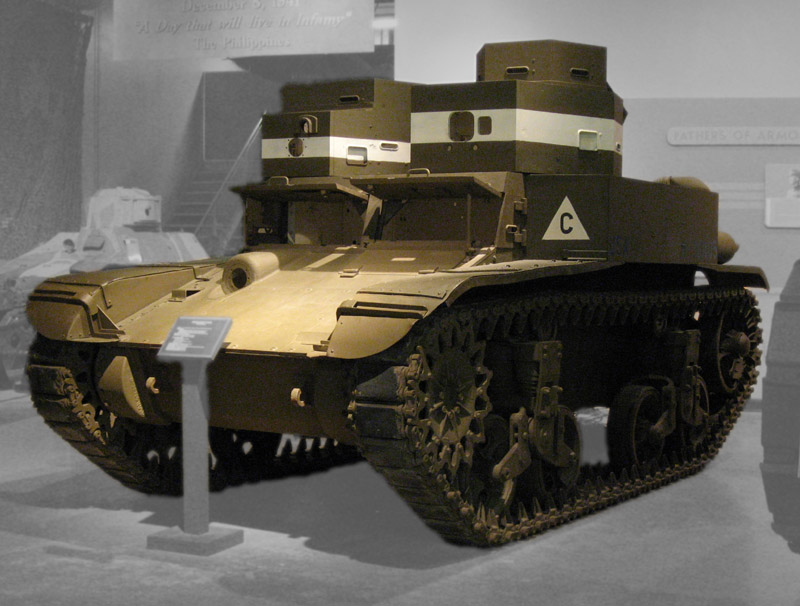
De M2A2

Bewapend met een .50 kaliber machinegeweer. Hiervan werden er 10 geproduceerd.
- M2A2

Bewapend met een twin turret (2 machinegeweren in 1 toren). Bijgenaamd de Mae West. Hiervan werden er 239 geproduceerd.
- M2A3

Bewapend met 2 twin turrets, verder had de M2A3 een dikkere bepantsering en een betere ophanging. Hiervan werden er 72 geproduceerd.
- M2A4

Bewapend met een 37 mm-kanon in een enkele toren en 2 machinegeweren. Dit model had ook een dikker pantser. Hiervan werden er 375 geproduceerd.